# Acropyga myops

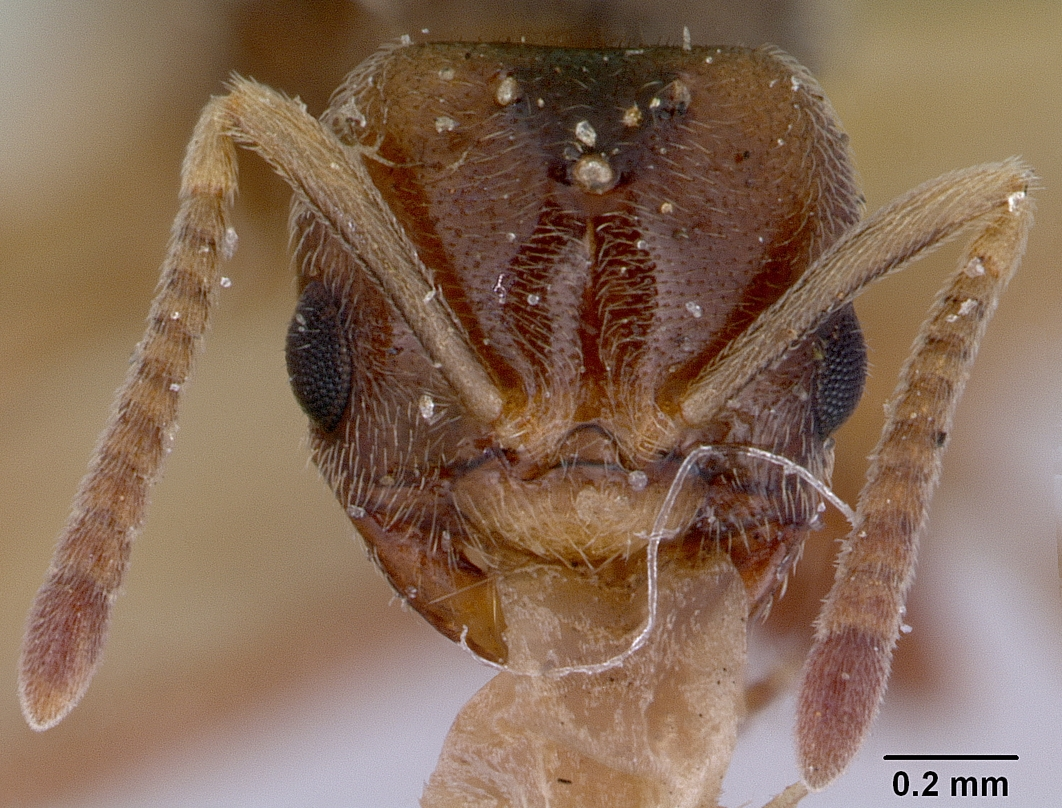
Голова самцов Acropyga myops

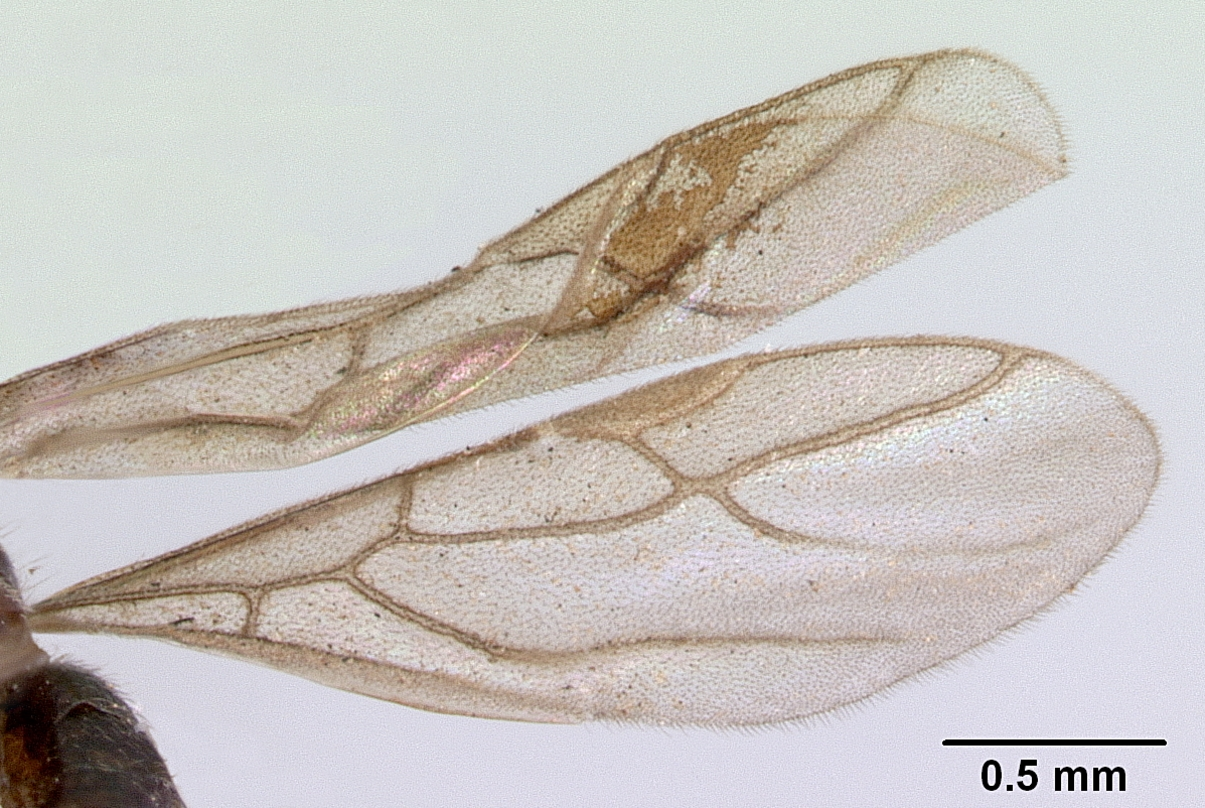
Крылья самцов Acropyga myops

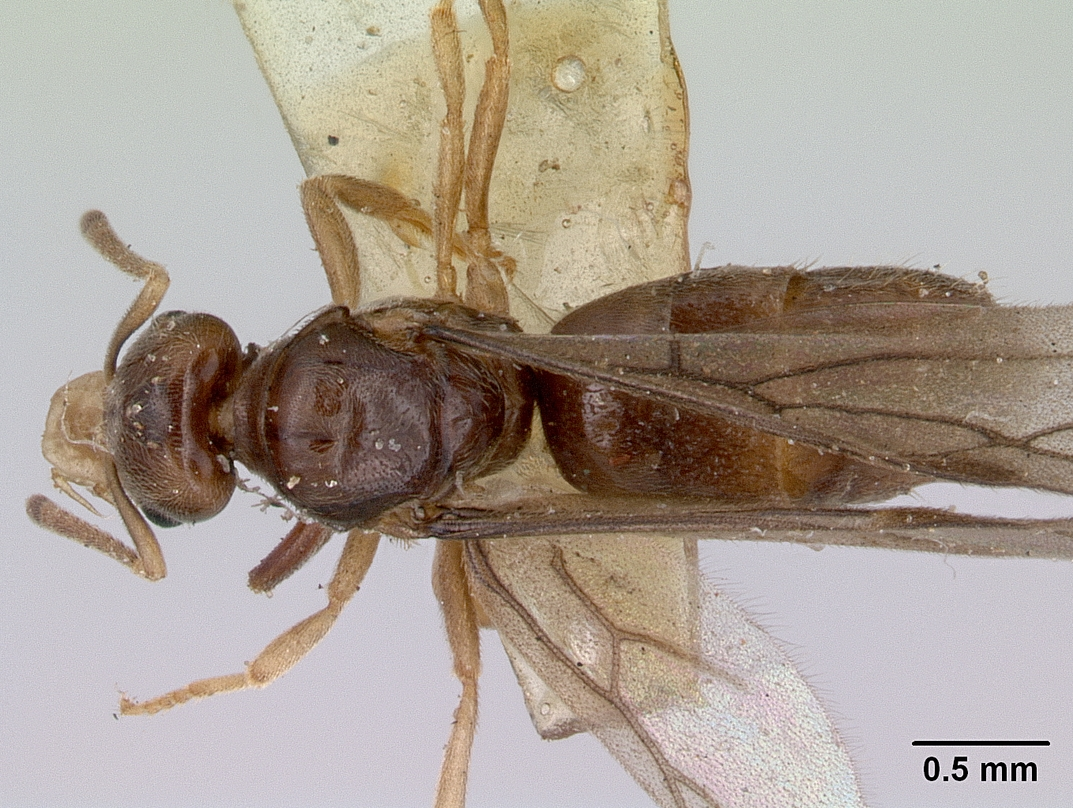
Самец Acropyga myops сверху

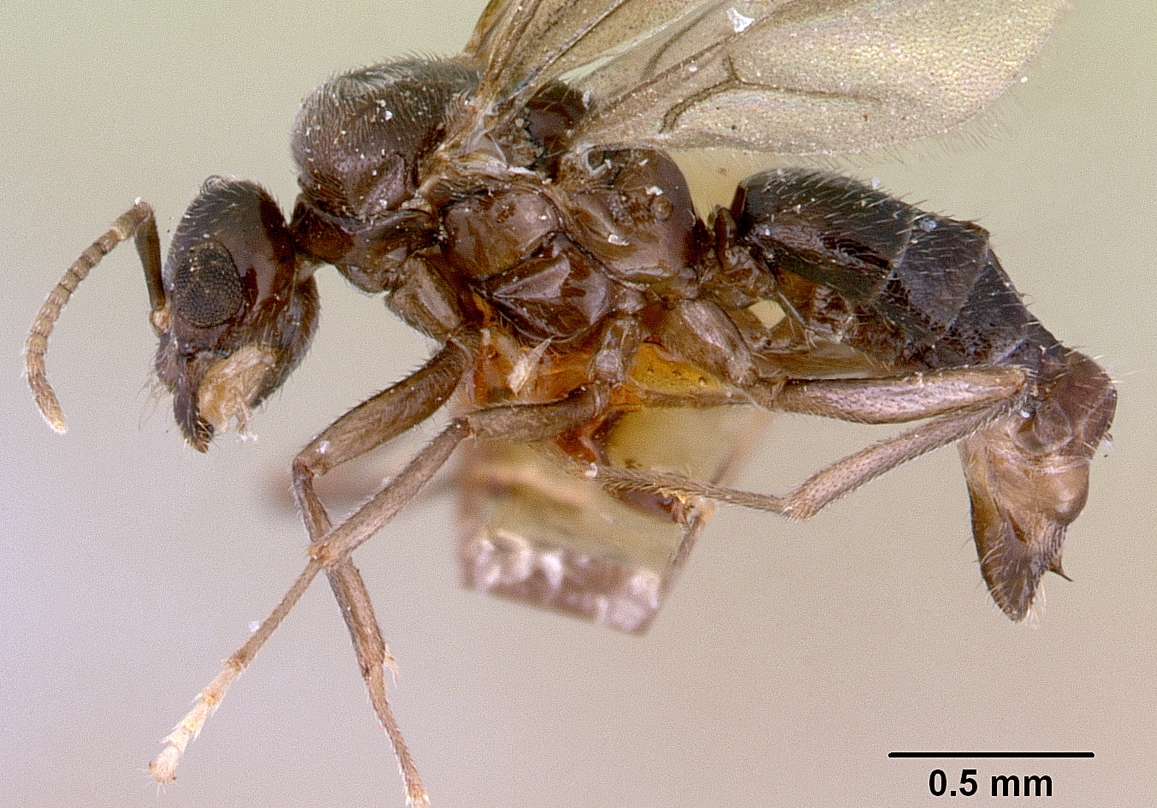
Самец "Acropyga myops сбоку

Acropyga myops  (лат.) — вид мелких муравьёв рода Acropyga из подсемейства Formicinae. Эндемик Австралии.

## Распространение
Acropyga myops обнаружены в тропических лесах северной, восточной и южной Австралии. Единственный эндемичный вид рода Acropyga из этого южного материка.

## Описание
Мелкие муравьи, рабочие различных оттенков жёлтого цвета, общей длиной около 3 мм. Самцы тёмно-коричневые. Отличаются от остальных австралийских видов рода наличием коротких отстоящих волосков на скапусе и на верхней части груди, гладкими мандибулами и крупными размерами тела (ширина головы больше, чем 0,6 мм). Гнёзда в земле, под камнями, в песчаной почве.
 Единственный вид рода Acropyga, который не образует трофобиотических связей с мучнистыми червецами семейства Pseudococcidae. Этот вид муравьёв содержит виды пластинчатых червецов Acropygorthezia williamsi из семейства Ortheziidae.

## Систематика
Впервые был описан в 1910 году швейцарским мирмекологом Огюстом Форелем (Forel, 1910) и стал первым видом рода Acropyga из этой части света.